# Код банку
Код банку — реквізит банку, який призначається центральним банком (або іншим органом чи організацією) банкам або фінансовим установам. Одна фінансова установа (банк, кредитна організація, кліринговий дім чи ін.) може мати декілька кодів присвоєних різними установами.

## Україна
В Україні банкам присвоюється МФО код - набір з 6 цифр для ідентифікації банківських установ. Він включений до довідника банківських установ України. Цей підхід успадковано з часів СРСР, коли банківська система складалася з Ощадбанку СРСР і його філій, кожна з яких мала код. За часів СРСР було три головних банки: Банк розвитку і зовнішньоекономічної діяльності (Зовнішекономбанк СРСР), Державний банк СРСР, Ощадбанк СРСР. Найбільш масовою філіальною фінансовою установою був Ощадбанк. Система розрахунків між філіями Ощадбанку представляла собою обмін меморіальними ордерами. Для позначення коду філії банку, як учасника міжфіліальних оборотів, почали використовувати саме абревіатуру МФО.
У нормативно-правових актах Національного банку визначено під назвою «код банку», зокрема, в «Інструкції про безготівкові розрахунки в Україні в національній валюті» та «Інструкції про міжбанківський переказ коштів в Україні в національній валюті» як умовна шестизначна числова ознака, що ідентифікує банк, філію, іншу установу, розраховується Національним банком і є обов'язковим реквізитом Електронного технологічного довідника банків України та інших установ і Довідника учасників СЕП.
Крім України ідентифікацію на основі МФО коду використовує Узбекистан.

## Німеччина та Австрія
Обидві країни використовують свій код - Bankleitzahl. В Німеччині це код з восьми цифр, в Австрії це код з п'яти цифр.

## Євросоюз
Країни Євросоюзу запровадили систему клірингу SEPA, яка передбачає ідентифікацію установ на основі стандарту ISO 9362.

## США
В США використовується система з назвою ABA RTN, яка передбачає присвоєння коду з дев'яти цифр.

## Росія
Фінансовим установам Росії присвоюється БІК - банківський ідентифікаційний код.

## Дивись також
- ISO 9362
- SWIFT
- ЄДРПОУ
- Міжфіліальний оборот